# Унија демохришћана и центра
Унија демохришћана и центра (итал. Unione dei Democratici Cristiani e di Centro, UDC) је демохришћанска политичка партија у Италији. Председник партије је Пјер Фердинандо Касини. УДЦ је чланица Европске народне партије (ЕПП) и Центристичке демократске интернационале (ЦДИ) чији је Касини такође председник.

## Историја
Партија је основана 2002. године уједињењем трију партија: Хришћанско демократског центра (који је од 1994. до 2001. године водио Касини), Уједињених хришћанских демократа (који су настали 1995. године цепањенем Италијанске народне партије) и Европске демократије.
Први пут се као странка појављују на изборима за Европски парламент 2004. године на којима освајају 5,9% гласова и чак 5 посланичких места, што је означено као одличан резултат с обзиром да су три партије од којих је настала УДЦ на парламентарним изборима 2001. године заједно освојиле 5,8%.
Затим на изборима 2006. године освајају 6,8% и 39 посланика и 21 сенатора.
На изборима 2008. године створена је коалиција "Унија Центра" (Unione di Centro) заједно са још две мање организације и укупно је освојила 5,6% а на европским изборима 2009. године освајају 6,5% гласова.
На изборима 2013. године центристи су ушли у коалицију Програм Монти за Италију са Грађанским избором (странка премијера Марија Монтија) и Будућношћу и слободом. Ове три странке су представиле јединствену листу у Сенату (где је УДЦ-у припало 2 сенатора), док су у Дому посланика изашле неповезане. У дому је УДЦ освојио 1,78% гласова, изгубио преко 4% гласова и добио само 8 посланика.

## Идеологија
Унија демохришћана и центра се залаже за социјални конзерватизам а против је абортуса, геј права и еутаназије.